# Florian Stritzel
Florian Stritzel (Anklam, 31 januari 1994) is een voetballer met zowel de Duitse als de Oostenrijkse nationaliteit die als doelman speelt. In juli 2021 maakte hij de overstap van Darmstadt 98 naar Wehen Wiesbaden

## Clubloopbaan

### Jeugd
Stritzel begon met voetballen bij Torgelower FC Greif waar hij eerst als veldspeler begon om na een training waarop hij in het doel moest staan te kiezen voor de rol van doelman. In 2007 verhuisde hij na drie jaar te hebben gespeeld bij 1. FC Neubrandenburg 04 op 13-jarige leeftijd naar de jeugdacademie van Hamburger SV.

### Hamburger SV (Jeugd)
Stritzel kwam bij de Hamburger club bij de C-junioren terecht kwam. Op 6 juni 2010 speelde hij in de uitwedstrijd tegen VfL Osnabrück als C-junior zijn eerste wedstrijd bij de B-junioren. In het met 2-1 verloren duel moest hij na 20 minuten door een doelpunt van Gerrit Wegkamp zijn eerste tegentreffer incasseren. In het seizoen 2010/11 werd hij overgeheveld naar de B-junioren waarin hij alle onder trainer Markus von Ahlen een vaste waarde in het elftal werd. Hij maakte binnen een jaar de overstap naar de A-junioren waarin hij in het seizoen 2011/12 onder trainer Otto Addo een basisplaats wist af te dwingen. In zijn vijfde duel moest hij voor de eerste keer een tegentreffer toestaan. In de met 3-1 gewonnen thuiswedstrijd tegen de leeftijdsgenoten van Rot-Weiß Erfurt maakte Patrick Göbel in de 63e minuut uit een vrije trap het enige doelpunt van de voormalige Oost-Duitse voetbalclub. Gedurende het seizoen zat hij af en toe op de reservebank bij zowel het eerste als tweede elftal. In zijn laatste seizoen (2012/13) bij de junioren speelde hij vier keer mee in het tweede elftal.

### Hamburger SV
Op 28 april 2012 werd Stritzel door hoofdcoach Thorsten Fink wegens een blessure van eerste doelman Jaroslav Drobný bij de eerste selectie gehaald voor de thuiswedstrijd tegen 1. FSV Mainz 05. Tweede doelman Sven Neuhaus speelde en Stritzel bleef de gehele wedstrijd in het Volksparkstadion op de bank. In het seizoen 2012/13 maakt hij op 4 augustus als A-junior in de Regionalliga Nord tijdens de wedstrijd tegen FC Oberneuland zijn debuut in het tweede elftal. Het daaropvolgende seizoen (2013/14) maakte hij de overstap naar de senioren en kwam hij in het tweede elftal terecht. Hij verloor in eerste instantie de strijd met Tino Dehmelt en werd tweede doelman. Na de winterstop pakte hij zijn kans en stond de rest van het seizoen onder de lat. Vanwege de aanwezigheid van René Adler en Drobný maakte hij weinig kans op speeltijd in het eerste. Hij besloot om zijn carrière bij Karlsruher SC voort te zetten.

### Karlsruher SC
Drie seizoenen was Stritzel actief bij Karlsruher SC waar hij in de zomer van 2014 een tweejarig contract tot 2016 ondertekende. In de voorbereiding van zijn eerste seizoen (2014/15) verloor hij de strijd van Dirk Orlishausen en René Vollath waardoor hij derde keeper werd en in het tweede elftal onder de lat terecht kwam. Op 10 augustus maakte hij in de Oberliga Baden-Württemberg zijn debuut tijdens de met 3-0 verloren wedstrijd tegen Bahlinger SC. In zijn tweede seizoen (2015/16) bij de in 1894 opgerichte club veranderde er niets en bleef hij derde doelman. Vanwege een aantal blessures zoals een breuk in zijn voet kwam hij maar tot 12 wedstrijden in het tweede. Voor aanvang van zijn derde seizoen (2015/16) verlengde hij zijn contract tot 2017. Een rol als derde doelman was ook in zijn laatste seizoen bij Karlsruher SC voor hem weggelegd. Zonder één duel in het eerste te hebben gespeeld maakte hij in de zomer van 2017 de overstap naar de in de 2. Bundesliga spelende Darmstadt 98.

### SV Darmstadt 98
Stritzel speelde vier seizoenen bij Darmstadt 98 waarbij hij in de zomer van 2017 een contract tot 2019 tekende. In zijn eerste seizoen (2017/18) begon hij als derde doelman achter Daniel Heuer Fernandes en Joël Mall. Tijdens de 10e competitieronde zat Stritzel wegens een blessure van eerste doelman Heuer Fernades voor de eerste keer op de bank tijdens de thuiswedstrijd tegen 1. FC Nürnberg. Hij kwam niet in actie. In de daaropvolgende wedstrijden kon Mall niet overtuigen waardoor Stritzel een kans kreeg van trainer Torsten Frings.  Op 24 november maakte hij zijn debuut tijdens een uitwedstrijd in de 2. Bundesliga tegen 1. FC Union Berlin. In het Stadion An der alten Försterei kreeg hij in het met 3-3 geëindigde duel in de 39e minuut op een ongelukkige manier zijn eerste tegentreffer te verwerken toen hij de bal tussen zijn benen door liet gaan. Na deze wedstrijd keerde Heuer Fernandes weer terug en werd hij weer tweede doelman. De rest van het seizoen kwam hij niet meer in actie. In zijn tweede seizoen (2018/19) veranderde situatie niet en doordat Heuer Fernandes geen wedstrijd ontbrak bleef zijn inzet beperkt tot de reservebank. In de zomer van 2019 verlengde Stritzel zijn contract tot 2021. Heuer Fernandes vertrok richting Hamburger SV waarop Marcel Schuhen van SV Sandhausen als zijn vervanger werd aangetrokken.
In zijn derde seizoen (2019/20) verloor Stritzel in de voorbereiding de tweestrijd van Schuhen waardoor zijn jonge concurrent in de openingswedstrijd van het seizoen tegen Hamburger SV onder de lat stond. In de week erna brak Schuhen zijn arm. In de daarop volgende negen wedstrijden stond Stritzel in het doel. Na terugkomst van Schuhen nam hij de rest van het seizoen plaats op de reservebank. In zijn vierde en laatste seizoen (2020/21 bij Darmstadt kwam Carl Klaus over van Atlético Baleares. Schuhen bleer eerste doelman en Stritzel en Klaus zaten afwisselend op de reservebank totdat Stritzel in maart zijn hand brak en hij langer tijd uit de roulatie was. Aan het einde van het seizoen besloot hij de club te verlaten en zijn loopbaan voort te zetten bij het in de 3. Liga spelende Wehen Wiesbaden.

### Wehen Wiesbaden
Op 2 juli 2021 tekende Stritzel een eenjarig contract bij Wehen Wiesbaden. In zijn eerste seizoen (2021/22) kwam de definitieve doorbraak voor Stritzel in het profvoetbal. Vanaf de start van het seizoen was hij de onbetwiste nummer één bij trainer Rüdiger Rehm. Op 26 juli 2021 maakte hij zijn debuut in de uitwedstrijd tegen het tweede elftal van SC Freiburg. Tijdens de met 0-0 gelijkgespeelde wedstrijd wist hij zijn doel schoon te houden. In de vierde competitieronde op 22 augustus moest hij tijdens de thuiswedstrijd tegen TSV Havelse voor de eerste keer een doelpunt incasseren. In het met 2-1 gewonnen duel scoorde Yannik Jaeschke het enige tegendoelpunt. Op 17 oktober liep hij tijdens de uitwedstrijd tegen Türkgücü München tegen de eerste rode kaart in zijn carrière aan. In de 35e minuut werd hij in het Olympiastadion door scheidsrechter Max Burda wegens hands uit het veld gestuurd. Na het ontslag van Rehm en de komst van Markus Kauczinski veranderde er niets voor Stritzel. Hij bleef eerste doelman. Stritzel eindigde in zijn eerste seizoen op de 8e plaats met Wehen Wiesbaden.
Zijn tweede seizoen kende (2022/23) hoogte- en dieptepunten. Op 8 oktober 2022 tijdens de wedstrijd tegen FSV Zwickau verliet hij met een zware schouderblessure in de 50e minuut het veld. Hij ontbrak 21 wedstrijden en maakte op 22 april zijn comeback tijdens de uitwedstrijd tegen MSV Duisburg. Hij was hiermee tijdig hersteld voor de twee promotiewedstrijden tegen Arminia Bielefeld. In de thuiswedstrijd werd met een 4-0 overwinning een grote stap gezet. In de SchücoArena in Bielefeld werd door twee doelpunten van Benedict Hollerbach met 1-2 gewonnen. Stritzel promoveerde met Wiesbaden voor de derde keer in het bestaan van de club naar de 2. Bundesliga. In zijn derde seizoen (2023/24) bleef Stritzel de eerste doelman in het team van trainer Kauczinski. Mede door zijn toedoen ging Wehen Wiesbaden op de 11e plaats de winterstop in. Tijdens de laatste wedstrijd in 2023 tegen FC St. Pauli droeg hij voor de eerste keer in zijn loopbaan wegens de afwezigheid van vaste aanvoerder Sascha Mockenhaupt de aanvoerdersband. Vanaf de 25e competitieronde raakte Wehen Wiesbaden in een vrije val naar beneden en werd er lange tijd niet meer gewonnen. Hetgeen leidde tot drie wedstrijden voor het einde tot het ontslag van trainer Kauczinski. Het gelukte de nieuwe trainer Nils Döring niet om het tij te keren waardoor Wiesbaden op de 16e plaats eindigde en play-off wedstrijden voor lijfsbehoud moest spelen tegen SSV Jahn Regensburg. In de heen wedstrijd werd in Jahnstadion Regensburg met 2-2 gelijk gespeeld. Een paar dagen later werd in het eigen Brita-Arena met 1-2 verloren. Stritzel degradeerde daardoor met Wiesbaden naar de 3. Liga.

## Clubstatistieken
| Seizoen                          | Club                             | Competitie                       | Competitie                                                                           | Competitie                                                                           | Competitie                                                                           | Beker                                                                                | Beker                                                                                | Beker                                                                                | Beker                                                                                | Internationaal                                                                       | Internationaal                                                                       | Internationaal                                                                       | Internationaal                                                                       | Overig                                                                               | Overig                                                                               | Overig                                                                               | Overig                                                                               | Seizoenstotaal                                                                       | Seizoenstotaal                                                                       | Seizoenstotaal                                                                       | Seizoenstotaal |
| Seizoen                          | Club                             |                                  | W                                                                                    | T                                                                                    | N                                                                                    |                                                                                      | W                                                                                    | T                                                                                    | N                                                                                    |                                                                                      | W                                                                                    | T                                                                                    | N                                                                                    |                                                                                      | W                                                                                    | T                                                                                    | N                                                                                    |                                                                                      | W                                                                                    | T                                                                                    | N              |
| -------------------------------- | -------------------------------- | -------------------------------- | ------------------------------------------------------------------------------------ | ------------------------------------------------------------------------------------ | ------------------------------------------------------------------------------------ | ------------------------------------------------------------------------------------ | ------------------------------------------------------------------------------------ | ------------------------------------------------------------------------------------ | ------------------------------------------------------------------------------------ | ------------------------------------------------------------------------------------ | ------------------------------------------------------------------------------------ | ------------------------------------------------------------------------------------ | ------------------------------------------------------------------------------------ | ------------------------------------------------------------------------------------ | ------------------------------------------------------------------------------------ | ------------------------------------------------------------------------------------ | ------------------------------------------------------------------------------------ | ------------------------------------------------------------------------------------ | ------------------------------------------------------------------------------------ | ------------------------------------------------------------------------------------ | -------------- |
| 002013/14                        | 0Hamburger SV II                 | Regionalliga Nord                | 17                                                                                   | 22                                                                                   | 5                                                                                    | –                                                                                    | –                                                                                    | –                                                                                    | –                                                                                    | –                                                                                    | –                                                                                    | –                                                                                    | –                                                                                    | –                                                                                    | –                                                                                    | –                                                                                    | –                                                                                    | 2013/14                                                                              | 17                                                                                   | 22                                                                                   | 5              |
| 002014/15                        | 0Karlsruher SC II                | Oberliga Baden-Württemberg       | 25                                                                                   | 32                                                                                   | 9                                                                                    | –                                                                                    | –                                                                                    | –                                                                                    | –                                                                                    | –                                                                                    | –                                                                                    | –                                                                                    | –                                                                                    | –                                                                                    | –                                                                                    | –                                                                                    | –                                                                                    | 2014/15                                                                              | 25                                                                                   | 32                                                                                   | 9              |
| 002015/16                        | 0Karlsruher SC II                | Oberliga Baden-Württemberg       | 12                                                                                   | 14                                                                                   | 4                                                                                    | –                                                                                    | –                                                                                    | –                                                                                    | –                                                                                    | –                                                                                    | –                                                                                    | –                                                                                    | –                                                                                    | –                                                                                    | –                                                                                    | –                                                                                    | –                                                                                    | 2015/16                                                                              | 12                                                                                   | 14                                                                                   | 4              |
| 002016/17                        | 0Karlsruher SC II                | Oberliga Baden-Württemberg       | 19                                                                                   | 29                                                                                   | 3                                                                                    | –                                                                                    | –                                                                                    | –                                                                                    | –                                                                                    | –                                                                                    | –                                                                                    | –                                                                                    | –                                                                                    | –                                                                                    | –                                                                                    | –                                                                                    | –                                                                                    | 2016/17                                                                              | 19                                                                                   | 29                                                                                   | 3              |
| 002021/22                        | 0SV Darmstadt 98                 | 2. Bundesliga                    | 1                                                                                    | 3                                                                                    | 0                                                                                    | –                                                                                    | –                                                                                    | –                                                                                    | –                                                                                    | –                                                                                    | –                                                                                    | –                                                                                    | –                                                                                    | –                                                                                    | –                                                                                    | –                                                                                    | –                                                                                    | 2021/22                                                                              | 1                                                                                    | 3                                                                                    | 0              |
| 002019/20                        | 0SV Darmstadt 98                 | 2. Bundesliga                    | 8                                                                                    | 12                                                                                   | 2                                                                                    | DFB-Pokal                                                                            | 1                                                                                    | 1                                                                                    | 0                                                                                    | –                                                                                    | –                                                                                    | –                                                                                    | –                                                                                    | –                                                                                    | –                                                                                    | –                                                                                    | –                                                                                    | 2019/20                                                                              | 9                                                                                    | 13                                                                                   | 2              |
| 002021/22                        | 0SV Wehen Wiesbaden              | 3. Liga                          | 32                                                                                   | 35                                                                                   | 12                                                                                   | DFB-Pokal                                                                            | 1                                                                                    | 3                                                                                    | 0                                                                                    | –                                                                                    | –                                                                                    | –                                                                                    | –                                                                                    | Hessenpokal                                                                          | 1                                                                                    | 1                                                                                    | 0                                                                                    | 2021/22                                                                              | 34                                                                                   | 39                                                                                   | 12             |
| 002022/23                        | 0SV Wehen Wiesbaden              | 3. Liga                          | 15                                                                                   | 17                                                                                   | 2                                                                                    | –                                                                                    | –                                                                                    | –                                                                                    | –                                                                                    | –                                                                                    | –                                                                                    | –                                                                                    | –                                                                                    | Playoffs                                                                             | 2                                                                                    | 1                                                                                    | 1                                                                                    | 2022/23                                                                              | 17                                                                                   | 18                                                                                   | 3              |
| 002023/24                        | 0SV Wehen Wiesbaden              | 2. Bundesliga                    | 34                                                                                   | 50                                                                                   | 5                                                                                    | DFB-Pokal                                                                            | 1                                                                                    | 3                                                                                    | 0                                                                                    | –                                                                                    | –                                                                                    | –                                                                                    | –                                                                                    | Playoffs                                                                             | 2                                                                                    | 4                                                                                    | 0                                                                                    | 2023/24                                                                              | 37                                                                                   | 57                                                                                   | 5              |
| 002024/25                        | 0SV Wehen Wiesbaden              | 2. Bundesliga                    | 2                                                                                    | 2                                                                                    | 1                                                                                    | DFB-Pokal                                                                            | 0                                                                                    | 0                                                                                    | 0                                                                                    | –                                                                                    | –                                                                                    | –                                                                                    | –                                                                                    | –                                                                                    | –                                                                                    | –                                                                                    | –                                                                                    | 2024/25                                                                              | 2                                                                                    | 2                                                                                    | 1              |
| 0Carrière totaal                 | 0Carrière totaal                 | 0Carrière totaal                 | 165                                                                                  | 216                                                                                  | 41                                                                                   |                                                                                      | 3                                                                                    | 7                                                                                    | 0                                                                                    |                                                                                      | 0                                                                                    | 0                                                                                    | 0                                                                                    |                                                                                      | 5                                                                                    | 6                                                                                    | 1                                                                                    |                                                                                      | 173                                                                                  | 229                                                                                  | 44             |
| 0Bijgewerkt tot 12 augustus 2024 | 0Bijgewerkt tot 12 augustus 2024 | 0Bijgewerkt tot 12 augustus 2024 | 0W: gespeelde wedstrijden00T: tegendoelpunten00N: aantal wedstrijden de nul gehouden | 0W: gespeelde wedstrijden00T: tegendoelpunten00N: aantal wedstrijden de nul gehouden | 0W: gespeelde wedstrijden00T: tegendoelpunten00N: aantal wedstrijden de nul gehouden | 0W: gespeelde wedstrijden00T: tegendoelpunten00N: aantal wedstrijden de nul gehouden | 0W: gespeelde wedstrijden00T: tegendoelpunten00N: aantal wedstrijden de nul gehouden | 0W: gespeelde wedstrijden00T: tegendoelpunten00N: aantal wedstrijden de nul gehouden | 0W: gespeelde wedstrijden00T: tegendoelpunten00N: aantal wedstrijden de nul gehouden | 0W: gespeelde wedstrijden00T: tegendoelpunten00N: aantal wedstrijden de nul gehouden | 0W: gespeelde wedstrijden00T: tegendoelpunten00N: aantal wedstrijden de nul gehouden | 0W: gespeelde wedstrijden00T: tegendoelpunten00N: aantal wedstrijden de nul gehouden | 0W: gespeelde wedstrijden00T: tegendoelpunten00N: aantal wedstrijden de nul gehouden | 0W: gespeelde wedstrijden00T: tegendoelpunten00N: aantal wedstrijden de nul gehouden | 0W: gespeelde wedstrijden00T: tegendoelpunten00N: aantal wedstrijden de nul gehouden | 0W: gespeelde wedstrijden00T: tegendoelpunten00N: aantal wedstrijden de nul gehouden | 0W: gespeelde wedstrijden00T: tegendoelpunten00N: aantal wedstrijden de nul gehouden | 0W: gespeelde wedstrijden00T: tegendoelpunten00N: aantal wedstrijden de nul gehouden | 0W: gespeelde wedstrijden00T: tegendoelpunten00N: aantal wedstrijden de nul gehouden | 0W: gespeelde wedstrijden00T: tegendoelpunten00N: aantal wedstrijden de nul gehouden |                |

- In de seizoenen 2018/19 en 2020/21 kwam Stritzel niet tot spelen.

## Interlandloopbaan
Stritzel kwam uit voor diverse Duitse jeugdelftallen. Hij maakte op 11 mei 2010 zijn debuut met Duitsland –16 in de met 1-2 gewonnen vriendschappelijke wedstrijd tegen de leeftijdsgenoten van Denemarken. Twee jaar later op 3 maart 2012 speelde hij met Duitsland –18 onder bondscoach Christian Ziege zijn laatste jeugdinterland tijdens de 2-3 verloren oefenwedstrijd tegen Frankrijk –18. Stritzel speelde in totaal 5 jeugdinterland. Hij speelde in deze wedstrijden samen met onder andere Kaan Ayhan, Julian von Haacke, Sebastian Kerk en Robert Andrich.

### Interlandstatistieken
| Jeugdinterlands van Florian Stritzel voor Duitsland () | Jeugdinterlands van Florian Stritzel voor Duitsland () | Jeugdinterlands van Florian Stritzel voor Duitsland () | Jeugdinterlands van Florian Stritzel voor Duitsland () | Jeugdinterlands van Florian Stritzel voor Duitsland () | Jeugdinterlands van Florian Stritzel voor Duitsland () |
| №                                                      | Datum                                                  | Wedstrijd                                              | Uitslag                                                | Soort Wedstrijd                                        | Doelpunten                                             |
| Als speler bij Duitsland –16                           | Als speler bij Duitsland –16                           | Als speler bij Duitsland –16                           | Als speler bij Duitsland –16                           | Als speler bij Duitsland –16                           | Als speler bij Duitsland –16                           |
| ------------------------------------------------------ | ------------------------------------------------------ | ------------------------------------------------------ | ------------------------------------------------------ | ------------------------------------------------------ | ------------------------------------------------------ |
| 1.                                                     | 11 mei 2010                                            | Denemarken – Duitsland                                 | 1 – 2                                                  | Vriendschappelijk                                      |                                                        |
| Als speler bij Duitsland –17                           |                                                        |                                                        |                                                        |                                                        |                                                        |
| 1.                                                     | 13 april 2011                                          | Servië – Duitsland                                     | 1 – 0                                                  | Vriendschappelijk                                      |                                                        |
| Als speler bij Duitsland –18                           |                                                        |                                                        |                                                        |                                                        |                                                        |
| 1.                                                     | 9 november 2011                                        | Duitsland – Italië                                     | 2 – 1                                                  | Vriendschappelijk                                      |                                                        |
| 2.                                                     | 9 november 2011                                        | Japan – Duitsland                                      | 0 – 2                                                  | Vriendschappelijk                                      |                                                        |
| 3.                                                     | 22 maart 2012                                          | Duitsland – Frankrijk                                  | 2 – 3                                                  | Vriendschappelijk                                      |                                                        |
| Bijgewerkt tot 17 mei 2024                             |                                                        |                                                        |                                                        |                                                        |                                                        |

## Persoonlijk
Stritzel groeide op in het dorpje Eichhof. Zijn moeder komt uit de DDR en zijn vader uit Stiermarken. Daarom heeft hij zowel de Duitse als de Oostenrijkse nationaliteit.